# Kruszewiec (Łódź)
Pour les articles homonymes, voir Kruszewiec.
Kruszewiec (prononciation [kruˈʂɛvjɛt͡s]) est un village de la gmina d'Opoczno, du powiat d'Opoczno, dans la voïvodie de Łódź, situé dans le centre de la Pologne.
Il se situe à environ 6 kilomètres au nord d'Opoczno (siège de la gmina et du powiat) et 70 kilomètres au sud-est de Łódź (capitale de la voïvodie).

## Administration
De 1975 à 1998, le village était attaché administrativement à l'ancienne voïvodie de Piotrków.

Depuis 1999, il fait partie de la nouvelle voïvodie de Łódź.